# بتمن: شوالیه آرکهام
بتمن: شوالیه آرکهام (به انگلیسی: Batman: Arkham knight) یک بازی ویدئویی در سبک اکشن-ماجراجویی و جهان باز است که توسط راک‌استدی استودیوز و براساس داستان‌های بتمن، ابرقهرمان کتاب‌های مصور دی‌سی کامیکس توسعه یافته و به‌وسیلهٔ وارنر برادرز. اینتراکتیو انترتینمنت منتشر شده‌است. این بازی چهارمین قسمت اصلی از مجموعه بازی‌های بتمن: آرکهام است. کوین کانروی بار دیگر صداپیشگی شخصیت بتمن را برعهده گرفته‌است. این بازی در ۲۳ ژوئن ۲۰۱۵ برای مایکروسافت ویندوز، ایکس‌باکس وان و پلی‌استیشن ۴ منتشر شد. از بتمن: شوالیه آرکهام به عنوان یکی از بهترین و مهم‌ترین بازی‌های ویدئویی نسل هشتم یاد می‌شود.

## روند بازی

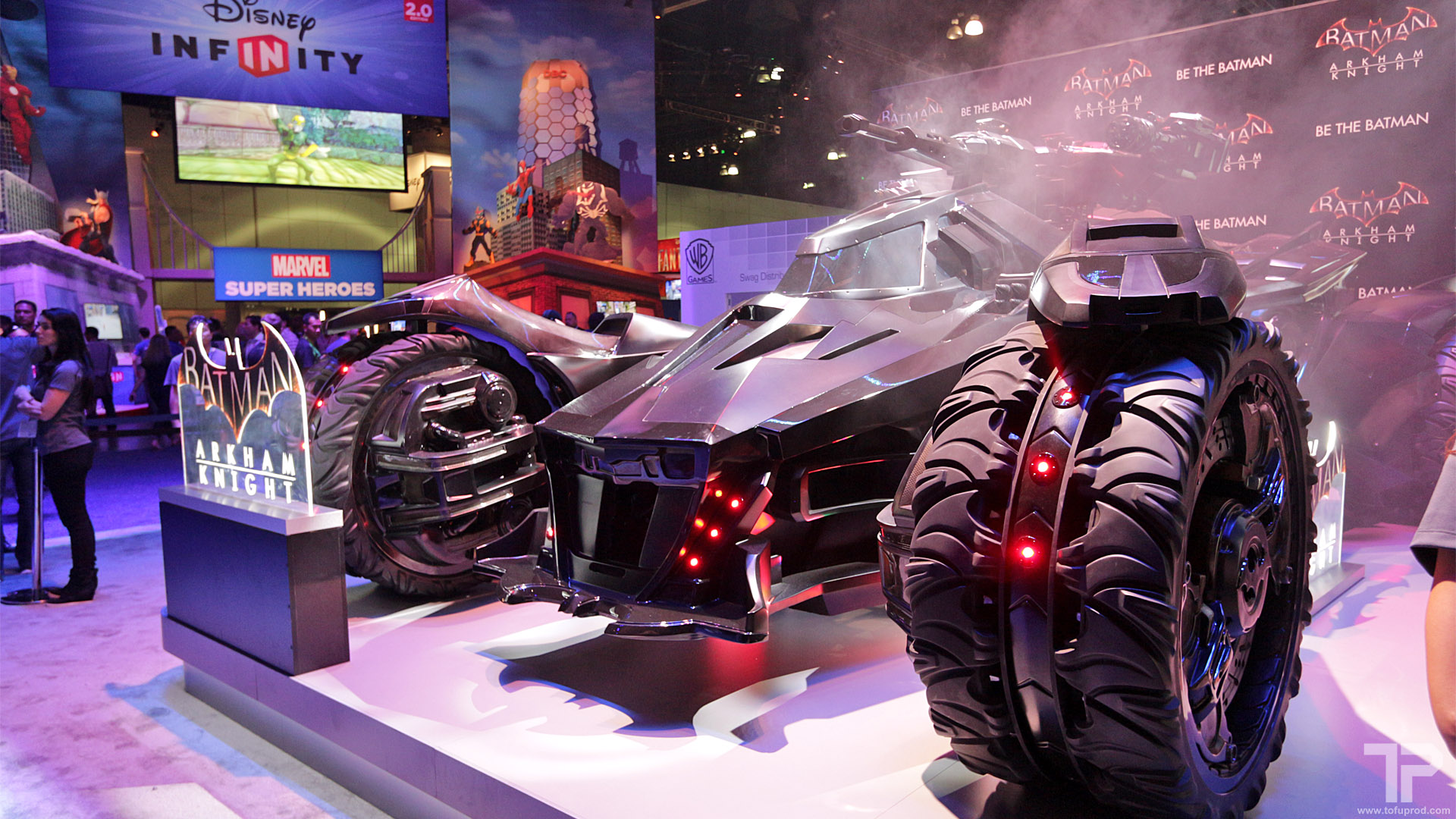
E3 – 2014

وقایع بازی در شهر گاتهام اتفاق می‌افتد، که به‌طور جهان باز (دنیای آزاد) طراحی شده‌است و بر خلاف نسخه‌های قبلی بسیار گسترده‌است. هنگام حرکت در مناطق مختلف شهر، صفحه بارگذاری در کار نیست که با توجه به نقشه بزرگ بازی نکته قابل توجه‌ای می‌باشد. بسیاری از گجت‌های قبلی بازی‌های بتمن همچنان در این نسخه نیز مورد استفاده قرار گرفته‌است، از جمله این گجت‌ها می‌توان به (به انگلیسی: Batarang)، (به انگلیسی: Line Launcher)، (به انگلیسی: Garpel Gun) و سیستم شناسایی و قدرت مقابله بتمن اشاره کرد. اسلحه (به انگلیسی: Disruptor) برای از کار انداختن یا منجمد کردن اسلحه دشمنان و سلاح تله انفجاری برای وارد کردن شوک به دشمنانی که هنوز مسلح و آماده نشده‌اند مورد استفاده قرار می‌گیرند. بازیکنان با استفاده از شنل بتمن می‌توانند در سراسر شهر پرواز کنند که در این نسخه سرعت بتمن در هنگام پرواز افزایش چشم‌گیری داشته‌است و بتمن در حالیکه پرواز می‌کند، می‌تواند از گجت‌هایی مانند (به انگلیسی: Batrang) و (به انگلیسی: Line Launcher) استفاده کنند. همچنین یک وسیلهٔ جدید به نام (به انگلیسی: Voice Synthesizer) به گجت‌های بتمن اضافه شده که بتمن به وسیله آن می‌تواند صدای دشمنانش را تقلید کند و به افراد مختلف، دستورهای دروغین بدهد.
توانایی‌های مبارزات تک به تک بتمن هم در این بازی گسترش یافته‌است و مبارزات در این نسخه نرم‌تر و تا حدودی سریع‌تر شده‌است. برای وارد کردن خسارت بیشتر به حریفان بتمن می‌تواند آن‌ها را به اطراف پرتاب کند، اما قدرت و پیچیدگی حمله حریفان نیز در این بازی افزایش یافته‌است. در این نسخه قابلیت جدیدی بنام (به انگلیسی: Fear Take-down) معرفی می‌شود، که بتمن (قبل از اینکه توسط حریفان شناسایی شود) می‌تواند تا حداکثر پنج دشمن را همزمان (زمان در این حرکت برای تمرکز بیشتر بازیکن آهسته می‌شود) نابود کند.
به بازی المان گیم پلی جدیدی اضافه شده که طرفداران این سری از بابت آن بسیار نگران بودند، بت موبیل که از آن فقط برای جابه‌جایی در محیط گاتهام استفاده نمی‌شود، بلکه این ماشین در ماموریت‌ها و ساید کوئست‌ها کمک بسیاری به حل معماها می‌کند. بت موبیل این قابلیت را دارد که به یک تانک تبدیل شود و بتمن می‌تواند با استفاده از آن موانع را ازبین ببرد، تانک‌های دشمن را نابود کند، و بخشی از معماهای ریدلر را با آن حل کند. همانند بت سوییت، بت موبیل هم قابلیت‌های بسیاری دارد که قابل ارتقا هستند.

## داستان
یک سال پس از وقایع بتمن: شهر آرکهام، با مرگ جوکر شهر آرام شده و آمار جرم و جنایت بسیار کاهش یافته‌است. در شب هالووین، مترسک که ظاهراً از وقایع تیمارستان آرکهام جان سالم به دربرده، با پخش سم خود در کل شهر مردم را ترسانده و در مدت یک هفته، شهر تخلیه کامل می‌شود. با خالی از سکنه شدن شهر، تنها پلیس‌ها، خلافکاران و بتمن در شهر باقی می‌مانند (به همراه تعداد بسیار کمی از شهروندان که بتمن در طول بازی با آن‌ها مواجح می‌شود). جیسون تاد، دومین رابین نیز مرده‌است. در طول بازی، هدف بتمن دستگیری مترسک و افرادش است و در طی اتفاقاتی، وی با فردی به نام شوالیه آرکهام (به انگلیسی: Arkham knight) و سپاهش آشنا می‌شود. شوالیه آرکهام که تنفر عمیقی از بتمن دارد، همکار مترسک بوده و در سراسر شهر تانک‌های مختلفی را برای کشتن بتمن و کنترل شهر قرار داده‌است.
در برهه‌ای از بازی، بتمن به سم مترسک مبتلا شده و باری دیگر با دشمن بزرگ و قدیمی‌اش یعنی جوکر، که در طول بازی بیشتر از یک سال است که مرده، روبرو می‌شود. جوکر تا پایان بخش داستانی بازی در ذهن و خیال بتمن بوده (که در حقیقت جوکری در کار نبوده و تمام سخنان جوکر زاده بخش تاریک ذهن بتمن است) و مدام او را در جاهای مختلف مورد تمسخر قرار می‌دهد. همچنین مشخص می‌شود که جوکر قبل از مرگش خون خود را به ۵ نفر تزریق کرده که نفر پنجم در واقع خود بتمن است؛ ولی او این موضوع را از دیگران پنهان کرده و در تلاش است تا مترسک و افرادش را دستگیر کند. از طرفی، پنگوئن و دوچهره پس از مدت‌ها با یکدیگر صلح و همکاری کرده و همین موضوع، باعث می‌شود تا کار بتمن نیز سخت‌تر شود. زن گربه‌ای نیز گرفتار ریدلر بوده و بتمن برای نجات جان وی مجبور می‌شود باری دیگر با ریدلر و معماهای مرگبار و آزار دهنده‌اش روبرو شود. همچنین در طول بازی بتمن در حال درگیری با دکتر کرکلند «کرک» لنگستروم که در اثر یک اشتباه آزمایشگاهی خود را به هیولایی خفاش مانند به نام من-بت تبدیل کرده نیز در این بازی حضور دارد.
در نهایت بتمن متوجه می‌شود که هویت شوالیه آرکهام، جیسون تاد یا همان رابین دوم است. او در نهایت جبهه‌اش را عوض می‌کند و بتمن را نجات می‌دهد و به رد هود تبدیل می‌شود. از دیگر شخصیت‌های شروری که در این بازی حضور دارند، می‌توان به هارلی کوئین، فایرفلای، پویزن آی‌وی، و دث‌استروک اشاره کرد.